# La Heredad
La Heredad es una pequeña localidad del municipio de Tequixquiac, uno de los 125 municipios del Estado de México en México. Es una comunidad rural con alto grado de marginación y según el censo del 2010 tiene una población total de 73 habitantes, que se dedican principalmente a la agricultura.

## Toponimia
El topónimo antiguo del lugar era Xomoyohcan o Xomeyohcan, donde abundan los xomotes o los patos silvestres, de acuerdo al códice Aubín.
El nombre de La Heredad, proviene del nombre de la vieja hacienda, identificada como Rancho la Heredad, que fue una propiedad de españoles del periodo colonial.

## Historia

Carretera Zumpango-Apaxco, pasando por La Heredad.

Los primeros habitantes fueron los otomíes, eran personas dedicadas a la labranza de hortalizas y cría de animales como pavos, conejos y perros, antiguamente a este lugar se conoció como Xomeyucan por los mexicas, ya que fue una localidad tributaria.
El asentamiento se nombró como el rancho La Heredad, fue una ranchería construida por una familia española que se permitió establecerse con la condición de congregar indígenas que se encontraban dispersos en los lomeríos.
Durante el periodo revolucionario, la población de la localidad fue diezmada, ocurrieron muchos asesinatos y hurtos al casco de la hacienda La Heredad, lugar donde habitaba la mayoría de la población, se daban robo de semillas y robo de mujeres por parte de los bandoleros.

## Demografía
| Año  | Población |
| ---- | --------- |
| 2000 | 57        |
| 2010 | 73        |
| 2020 | 108       |

## Cultura y patrimonio

Capilla de San Isidro Labrador.

- Capilla de San Isidro Labrador; es una capilla de culto católico construida sobre una antigua ermita, es el lugar donde se encuentra la imagen del santo patrón de esta ranchería.

El día 15 de mayo se celebra la fiesta en honor a San Isidro Labrador, santo patrono de La Heredad. Ese día la comunidad convive en la capilla, hay verbena popular con bandas de viento, carreras de caballos, jaripeos, forcados y corridas de todos.